# Vittorio Amuso
Vittorio Amuso, detto Little Vic (Canarsie, 4 novembre 1934), è un mafioso statunitense, boss della Famiglia Lucchese dal 1986.
Amuso sta scontando la condanna all'ergastolo nel carcere federale di Beaumont, per omicidio e racket.

## Primi anni
Vittorio Amuso nacque nel 1934 e crebbe a Brooklyn (New York), quartiere sotto il controllo di Tommaso Gagliano e Tommy Lucchese, boss della famiglia Lucchese, legandosi presto a quell'ambiente. Verso la fine degli anni '40, venne introdotto dal caporegime della famiglia Lucchese, Anthony “Tony Ducks” Corallo, quando il controllo della famiglia venne preso da Tommy Lucchese. Amuso, ragazzo basso e forte, divenne noto come “Little Vic” divenendo guardaspalle e autista del boss Carmine Tramunti.

## Soldato dei fratelli Gallo

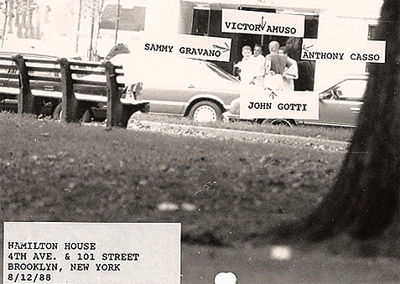
Foto di sorveglianza dei capi mafiosi John Gotti, Sammy Gravano, Vittorio Amuso e Anthony Casso.

Successivamente si legò al criminale della famiglia Colombo, Joseph “Crazy Joey” Gallo di Brooklyn, quando Gallo decise di far entrare Amuso nella famiglia Colombo e nel suo gruppo negli anni '60. Vittorio è fratello del capitano della famiglia Lucchese, Robert Amuso.
Come soldato dei fratelli Gallo, Amuso sarebbe stato lanciato in una famiglia di insoddisfazione e corruzione, quando Crazy Joey dichiarò guerra al boss Joe Profaci e alla sua fazione poiché Profaci aveva tagliato fuori Gallo e i suoi fratelli dalla distribuzione dei profitti, Amuso uccise diversi membri della fazione Profaci, ma venne mandato in galera agli inizi degli anni '60 insieme a Joey Gallo e a diversi altri per estorsione.
Quando venne rilasciato nel 1971, il viceboss della famiglia Colombo Carmine Persico Jr. aveva preso il comando sulla famiglia, dopo l'attentato a Joseph Colombo l'anno prima. Amuso era ancora molto coinvolto nelle attività del gruppo Gallo, ma il 7 aprile 1972, il suo caporegime Joseph “Crazy Joey” Gallo venne ucciso a Little Italy, mentre festeggiava il suo 43º compleanno.

## Famiglia Lucchese
Dopo l'omicidio di Joe Gallo, molti membri della famiglia Colombo, soprattutto quelli del vecchio gruppo Gallo, si spaventarono e si unirono ad altre famiglie per evitare di essere uccisi. Albert Gallo, uno dei noti fratelli Gallo, si unì alla famiglia Genovese agli inizi del 1972, mentre Amuso chiese di essere ammesso alla famiglia Lucchese, che lo accettò. Il nuovo boss era il suo vecchio associato Anthony “Tony Ducks” Corallo. Amuso iniziò a lavorare come "associato" nel gruppo del consigliere Christopher “Christie Tick” Furnari, che conosceva sin dall'infanzia e divenne uno dei suoi protetti insieme ad Anthony “Gaspipe” Casso.
Il 21 dicembre del 1972, Amuso venne arrestato dalla polizia fuori dalla "Casa sul Morgan Avenue", una copertura per lo schema del Bronx Connection. Amuso, quando venne arrestato, era in possesso di prove compromettenti.

### Affiliazione e arresto
Nel 1977 Amuso venne affiliato alla famiglia Lucchese. In data 30 maggio 1977, Amuso venne arrestato insieme all'amico e socio Anthony Casso per il suo coinvolgimento in un giro di spaccio di eroina dall'Estremo Oriente. Quando venne arrestato, fu trovato in possesso di tre chili di eroina. Le operazioni erano comandate da Amuso, il suo collaboratore era Casso e poi vi erano coinvolti altri due associati della famiglia Lucchese. Furono tutti incarcerati.

### Omicidio di Frank DeCicco
Il 13 aprile 1986, il viceboss della famiglia Gambino, Frank DeCicco, venne ucciso da un'autobomba. L'obiettivo era forse John Gotti, boss della famiglia Gambino, che, insieme a DeCicco, aveva organizzato l'omicidio del precedente boss Paul Castellano senza il permesso della Commissione. Amuso e Casso, insieme al boss della famiglia Genovese Vincent “Chin” Gigante, avevano pianificato l'esecuzione di Gotti, ma uccisero DeCicco per errore. Anche se Casso testimoniò in seguito che sia lui sia Amuso avevano cospirato con Gigante, la cosa non fu mai raccolta come prova, perché Casso venne cacciato dal programma protezione testimoni molti anni dopo.

### Omicidio di Anthony Luongo
Il 15 febbraio 1985, Anthony “Tony Ducks” Corallo, il viceboss Salvatore “Tom Mix” Santoro e il consigliere Christopher “Christie Tick” Furnari furono condannati nel processo contro la Commissione contro i capi delle Cinque Famiglie. Per rimpiazzarlo, Corallo mise il suo protetto Anthony “Buddy” Luongo nella posizione di boss di facciata agli inizi del 1986, ma verso dicembre, Luongo sparì. Si vocifera che Amuso, all'epoca autista e guardaspalle di Luongo, l'avesse ucciso per ottenere il potere definitivo sulla famiglia Lucchese e si disse che anche Casso fosse coinvolto nella cosa. Amuso e Casso avevano servito Furnari come suoi protetti, così Furnari consigliò a Corallo di nominare Amuso e Casso nuovi boss di facciata della famiglia. Per evitare guerre interne nella famiglia, Corallo nominò Amuso nuovo boss di facciata della famiglia Lucchese alla fine del 1986 e nuovo boss ufficiale il 13 gennaio 1987, quando Corallo e altri furono condannati all'ergastolo.

## Boss dei Lucchese

### Caso finestra
Dopo essere diventato boss della famiglia Lucchese nel 1987, Amuso nominò Casso suoviceboss e diede inizio ad una delle leadership più sanguinarie che Cosa nostra statunitense abbia mai visto. Amuso aveva un'unica soluzione per coloro che lo intralciavano: l'omicidio. La mattanza ebbe inizio con il cosiddetto “caso finestra” nel 1986, quando Amuso si accorse che i Lucchese non stavano traendo abbastanza profitto dalle varie operazioni e richiese che Casso supervisionasse la compartecipazione dei Lucchese in ogni quota. Le famiglie Gambino, Colombo, Genovese e Lucchese avevano creato insieme un cartello nel 1978 che controllava più di 150 milioni di contratti edilizi della New York City Housing Authority. Il cartello monopolizzava l'industria tramite il Locale 580, un locale controllato dalla famiglia Lucchese dell'Unione dei Lavoratori del Ferro. Attraverso l'unione, il cartello faceva solleciti di corruzione, estorsione e rinforzava il suo monopolio. Lavorava la loro industria controllata cambiando una tassa di circa 1 o 2 dollari per ogni finestra cambiata, pubblica e privata, venduta a New York. Il pugno di ferro di Casso del capitano Peter “Fat Pete” Chiodo accrebbe la compartecipazione di Amuso nel cartello.

### Rivalità con Accetturo
Verso la fine degli anni '80, Amuso e Casso iniziarono a litigare con il caporegime della fazione del New Jersey della famiglia Lucchese, Anthony “Tumac” Accetturo sui profitti ricevuti da Amuso. Quando gli ordinarono di incrementare il guadagno, Accetturo rifiutò. Amuso diede allora ordine di colpire il Jersey, cioè di eliminarne l'intera fazione. Nella caduta del 1988, l'intero gruppo del New Jersey venne convocato ad un incontro con Amuso a Brooklyn. Temendo per la propria vita, i convocati non vi andarono. Presto, l'intera fazione del New Jersey andò a nascondersi, decimando gli interessi della famiglia Lucchese nella zona. Amuso e Casso si mossero allora per eliminarli tutti con il sospetto che potessero essere dei traditori o dei potenziali rivali. In un anno, la maggior parte dei membri del gruppo del New Jersey tornò nella famiglia. Amuso disse ai membri del gruppo ricostituito che Accetturo era un fuorilegge e doveva sbarazzarsene. Amuso mandò anche dei killer in Florida, alla ricerca di Accetturo, ma ciò che non aveva capito era che Accetturo era in prigione nel New Jersey per essersi rifiutato di testimoniare. In seguito sarebbe divenuto un informatore. Il protetto di Accetturo, Michael “Mac Dog” Taccetta, disprezzato da Amuso, prese il comando della fazione del New Jersey sino al 1993, prima che Accetturo fosse d'accordo a diventare un informatore.

### Fuga e condanna
Tra la fine degli anni '80 e l'inizio dei '90, Amuso e Casso furono accusati di racket. Amuso e il suo viceboss allora si nascosero. Ma lo spargimento di sangue non era ancora al culmine, quando il caporegime della famiglia Lucchese, Peter “Fat Pete” Chiodo venne accusato di aver violato la legge RICO nel 1991. A questo punto, Chiodo decise di riconoscersi colpevole in cambio di una condanna più leggera. Incerto della lealtà di Chiodo e arrabbiato per il fatto che si fosse riconosciuto colpevole, Amuso decise di ucciderlo. L'8 maggio 1991, tre uomini spararono a Chiodo 12 volte ma non riuscirono ad ucciderlo, così lui divenne un informatore del governo nei giorni seguenti e fu d'accordo a testimoniare contro diversi capi delle Cinque Famiglie, tra cui Amuso, quello stesso anno. La testimonianza data da Chiodo fu l'intero Caso Finestra, diverse accuse di omicidio, cospirazione, strozzinaggio, estorsione, oltre che di operazioni di riciclaggio di denaro sporco e traffico di droga nel Queens, a Brooklyn, a Manhattan e nel Bronx.
Dopo che il governo catturò Amuso nel 1990 e Casso nel 1993, Casso decise di diventare un testimone, e Alphonse “Little Al” D'Arco, che era boss di facciata di Amuso all'epoca, decise di collaborare con le autorità dopo che Amuso sospettò che D'Arco fosse un informatore. Secondo D'Arco, era stato in una stanza d'albergo dove si teneva un incontro e vide degli uomini con delle pistole nelle giacche. Temendo che Amuso avesse deciso di ucciderlo, D'Arco divenne un collaboratore di giustizia. La sua testimonianza (e quella di molti altri) contribuì a sconfiggere Amuso e a condannarlo all'ergastolo nel 1992. Anche Casso venne condannato all'ergastolo quando le sue testimonianza non furono riconosciute valide. Amuso sta scontando l'ergastolo nel carcere federale di massima sicurezza di Beaumont nel Texas.
Dopo le incarcerazioni di Amuso e Casso, il governo scoprì che avevano ordinato più di 10-12 omicidi, mentre erano latitanti e sotto processo usando i poliziotti corrotti Louis Eppolito e Stephen Caracappa come killer.

## Reclusione

### Nuovi boss per la Famiglia Lucchese
Dopo la condanna di Amuso nel 1991 con le testimonianze del boss di facciata Alphonse “Little Al” D'Arco, Amuso promosse il suo caporegime Joseph “Little Joe” DeFede a boss di facciata, con l'aiuto di un organo di governo formato da Steven “Wonderboy” Crea, Anthony “Bowat” Baratta, Salvatore “Sal” Avellino e dal consigliere Frank “Big Frank” Lastorino. Fu in questo periodo che Lastorino usò le condanne di Amuso e Casse per trarre vantaggio dalla situazione e ottenne il potere in famiglia quando si alleò ai capi della fazione di Brooklyn, George “Georgie Neck” Zappola, Frank “Bones” Papagni, George Conte e Frank Gioia Jr.

### Temendo rivali dal Bronx
Agli inizi del 1992, Amuso temeva che la rivalità crescesse nella famiglia Lucchese, come pensavano alcuni, con Amuso fuori dai giochi. I rivali erano della vecchia fazione del Bronx e Amuso sentiva che doveva provare a rimanere in carica. Il 3 aprile 1992, Aniello “Neil” Migliore, uno dei più potenti capitani della sua famiglia, stava festeggiando il compleanno di un amico di sua nipote in un ristorante a Long Island. Durante la festa, un killer su un'auto in corsa sparò due volte attraverso la finestra aperta del ristorante, colpendo Migliore alla testa e al petto. Nonostante le ferite, Migliore sopravvisse. L'attentato non lo rimosse dalla guida dalla famiglia, ma continuò a rimanere operativo negli anni '90.

### Rivalità tra il Bronx e Brooklyn
Quando Amuso tentò di uccidere Migliore, nominò un altro leader della fazione del Bronx, Steven Crea, suo sottoboss per tenere i rivali del Bronx in riga. Questa decisione arrivò quasi a scatenare una nuova guerra nelle diverse famiglie, dal momento che Crea, insieme a Joseph “Little Joe” DeFede decise di portare la sede del potere centrale dal Brooklyn nel Bronx. Ciò non piacque alla fazione di Brooklyn, così Frank “Big Frank” Lastorino, riconosciuto come consigliere della famiglie, organizzò l'omicidio di Steven Crea, usando i capitani George Zappola, Frank Papagni e Frank Gioia Jr. nel tentativo di ottenere il controllo della famiglia Lucchese. Le forze dell'ordine riconobbero questi membri come gli attuali capi della famiglia dell'epoca e raccolsero delle loro conversazioni registrate, in cui andavano dicendo che avrebbero ucciso il boss della famiglia Gambino, John A. Gotti, figlio di John Gotti, e il suo rivale Nicholas “Little Nick” Corozzo per disfarsi dei Gambino. La cospirazione incluse anche il boss della famiglia Genovese Vincent “Chin” Gigante e l'esiliato Antony Casso prima che questi fosse catturato. Ma a causa delle accuse massicce e dell'incriminazione di tutti i capi della congiura, il complotto non andò avanti e Amuso decise di guidare la famiglia dal carcere. Molti dei cospiratori furono mandati in galera.

### Ristrutturazione della Famiglia
Durante la metà degli anni '90, la potente maggioranza dei capi di Brooklyn e i rivali di Amuso furono mandati in galera per diverse accuse. Per tenere la stabilità nella famiglia, Amuso promosse il suo feroce e violento capitano e amico della fazione di Brooklyn al grado di consigliere, rimpiazzando Frank Lastorino. Amuso tenne Joseph DeFede come boss di facciata della famiglia e fu messo a capo del racket del Distretto Garment che guadagnava dai 40.000 ai 60.000 dollari a mese. Amuso mise Stephen Crea nella posizione di sottoboss, sorvegliando le imprese edilizia e il racket che faceva guadagnare loro dai 300 ai 500.000 dollari l'anno. Daidone tenne però per sé il lato forte della famiglia, controllando le operazioni di strozzinaggio, estorsione e omicidio su commissione. Dopo la promozione di Daidone, Joseph “Joe C.” Caridi di Long Island divenne capitano del vecchio gruppo di Daidone tra la metà e la fine degli anni '90.

### Incarcerazione per DeFede
Il 28 aprile 1998, DeFede venne accusato di operazioni di racket che andavano dal 1992 al 1997. Le pratiche giudiziarie riportarono che la famiglia Lucchese guadagnava dai 40 ai 60.000 dollari al mese dal racket nel Distretto Garment dalla metà degli anni '80. Nel dicembre del 1998, DeFede venne riconosciuto colpevole e condannato a cinque anni di carcere. Arrabbiato per la condanna, Amuso iniziò a dubitare della lealtà di DeFede.

### Grossi guadagni per Crea
Dopo l'imprigionamento di DeFede nel 1998, Amuso mise Steven “Wonderboy” Crea, nuovo capo della fazione del Bronx della famiglia Lucchese, come nuovo boss di facciata della famiglia. Crea, leale sottoboss di Amuso, aveva incrementato i guadagni della famiglia, il che aveva convinto Amuso che DeFede avesse preso per sé una parte dei profitti e decise di eliminarlo alla fine del 1999, ma il 6 settembre 2000, Crea e altri sette membri della famiglia furono arrestati e incarcerati per estorsione. Crea venne incastrato nel 2001 e condannato a 5 anni di carcere. Steven Crea è stato rilasciato di prigione nel 2006.

### Daidone, DeFede e D'Arco
In seguito all'incarcerazione di Crea nel 2001, il potente consigliere Louis “Louie Bagels” Daidone venne promosso alla guida delle operazioni quotidiane della famiglia. Daidone, uno dei più forti e pericolosi criminali della famiglia, avrebbe proseguito l'intento di Amuso di uccidere Joseph DeFede nel gennaio del 2006, ma quando DeFede uscì di galera il 5 febbraio del 2002, si disse che era divenuto un informatore. DeFede e Alphonse D'Arco diedero al governo delle informazioni sulle operazioni di racket e strozzinaggio che permisero di distruggere la fazione di Amuso. D'Arco e DeFede fornirono anche informazioni sugli omicidi, che portarono agli arresti di Louis Eppolito e Stephen Caracappa, corrotti da Anthony Casso sin dagli anni '80 e predisposti all'incarico di uccidere rivali e possibili informatori sin dai primi tempi in cui Amuso e Casso furono boss di facciata. Daidone venne condannato all'ergastolo nel 2003 per racket e omicidio e insieme a lui furono mandati in galera diversi membri di spicco della famiglia Lucchese per varie accuse.

### Comitato/organo di controllo
Dopo la condanna all'ergastolo di Daidone, Amuso decise che un nuovo comitato/organo di controllo dovesse comandare la famiglia, così i capitani Aniello Migliore, Matthew “Matt” Madonna e Joseph “Joey Dee” DiNapoli furono di nuovo messi al potere da Amuso. Questi capitani vennero messi nella posizione di boss di strada anziché di sottoboss, dopo l'arresto di Lou Daidone alla fine del 2003. Migliore, rivale di Amuso, è ora probabilmente il più potente criminale della famiglia Lucchese.
Dopo il rilascio di Stephen “Wonderboy” Crea nel 2006, Amuso decise che l'organo di potere dovesse andare a Crea per rendere sicura la posizione della famiglia. Amuso ha probabilmente ordinato a Crea di supervisionare l'intero business dell'edilizia con le altre famiglie, per evitare rivalità dentro e fuori dalla famiglia Lucchese.

### Attuale boss dei Lucchese
Anche se Vic Amuso, ormai anziano, trascorrerà il resto della sua vita in prigione, è ancora reputato il boss della famiglia Lucchese. L'attuale boss di facciata è ancora Stephen Crea. Crea è stato condannato nell'agosto 2020 all'ergastolo. Anche se Amuso ha tenuto lo scettro del potere nella famiglia Lucchese per 20 anni, l'esperto di mafia Jerry Capeci descrive la sua successione a Boss come uno dei più grossi errori nella storia criminale della famiglia.